# Соус маринара
Со́ус марина́ра (італ. Marinara, буквально «моряцький») — томатний соус, який зазвичай роблять з помідорів, часнику, пряних трав та цибулі. Він може включати додавання каперців, оливок, спецій та трошки вина, як можливі інгредієнти у декотрих варіаціях. Цей соус широко використовується в італійсько-американській кухні, яка відрізняється від своїх витоків зі Старого Світу .
В Італії alla marinara відносять до соусу, приготованого з помідорами, базиліком та орегано, але також іноді оливками, капарцями та соленими анчоусами ; його використовують для спагеті та вермішелі, а також з м'ясом або рибою. Не слід плутати соус зі стравою спагеті маринара, популярною в Австралії, Новій Зеландії, Іспанії та Південній Африці, у котрій томатний соус змішується зі свіжими морепродуктами . В Італії соус до пасти, котрий включає морепродукти, частіше називають alla pescatora .

## Походження

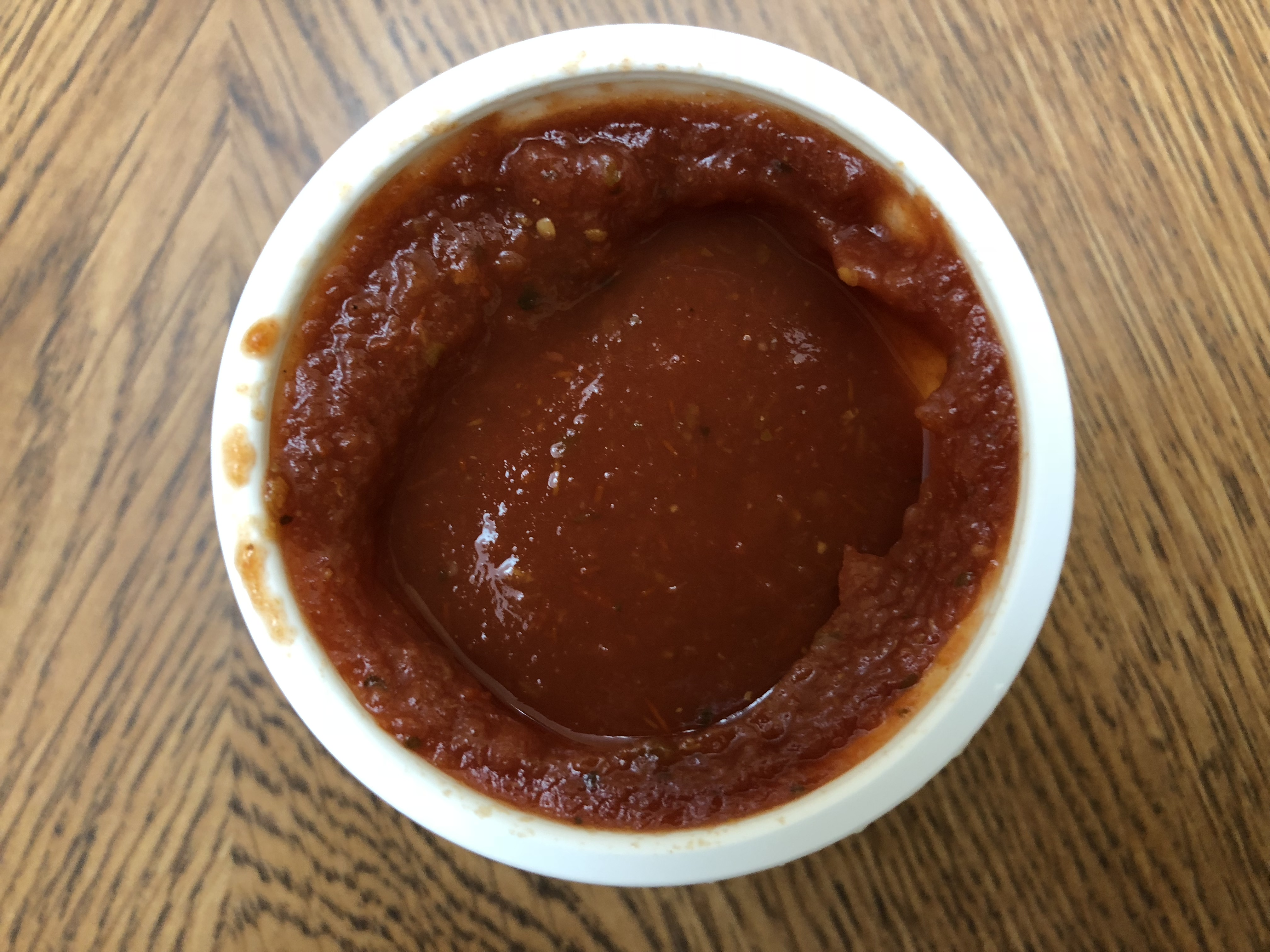
Маленька чашка соусу маринара.

Існує кілька народних теорій щодо походження цього соусу. Одна з версій стверджує, що кухарі на неаполітанських кораблях, що повернулися з Америки, винайшли соус маринара в середині 16 століття після того, як іспанські мореплавці представили помідор (центрально-мексиканський плід з «Нового Світу») в Європі. Інша теорія стверджує, що це був соус, приготований дружинами неаполітанських моряків після повернення з моря.
Однак історично склалося так, що перша італійська кулінарна книга, що включала томатний соус Lo Scalco alla Moderna («Сучасний стюард»), була написана італійським шеф-кухарем Антоніо Латіні і була опублікована у двох томах у 1692 і 1694 роках. Латіні служив стюардом першого міністра іспанського віце-короля Неаполя. Цей ранній томатний соус більше нагадував сучасну томатну сальсу .
Соус, подібний до італійсько-американського соусу маринара, в деяких районах Центральної Італії відомий як sugo finto.

## Дивитися також
- Мачанка